# 1477

## Родени
- ? – Джорджоне, италиански художник
- 7 февруари – Томас Мор, английски политик

## Починали
- 1 юни – Шарлот дьо Валоа, френска благородничка